# Glyphis fowlerae
Glyphis fowlerae (лат.) — малоизученный вид рода пресноводных серых акул, семейства серых акул (Carcharhinidae). Обитает в реках штата Сабах в Малайзии. Максимальный размер 77 см.

## Описание
У этого вида короткая и закруглённая морда, минимальное расстояние от рта до ноздрей в 1,1—1,6 раза превышает ширину ноздри; губы обычно скрывают зубы при закрытой пасти; нижние зубы с прямым, узким остриём, края зазубренные (за исключением заднего края). Передние края грудных плавников слегка выгнутые, длина плавников составляет 11,6—13,4 % от длины тела. Первый спинной плавник не серповидный, с вогнутым задним краем, длина заднего свободного кончика, расположенного у основания первого спинного плавника составляет 16,9—19,1 % от длины тела. Высота второго спинного плавника составляет 10,5 —12,3 % длины тела. Общее количество позвонков от 196 до 209.
О биологии этого вида практически ничего не известно. Предположительно это живородящий вид. Обитает в реках с низкими берегами и пологим илистым дном. В заповеднике Kulamba, где были обнаружены эти акулы, солёность воды составляет 1,7—1,9, рН 6,4—7,5, температура 25,5—29,9 °C, проводимость 27,6—31.2 2 мСм/см, общее содержание взвешенных твердых частиц 126,8—214,5 мг/л, концентрация растворённого кислорода 4,6—5,9 мг/л. Таким образом, Glyphis fowlerae  обитают в практически пресной воде с высоким содержанием взвешенных частиц. Статус сохранности Международным союзом охраны природы не определён. Не представляет опасности для человека.